# Mistrzostwa Europy Strongman 1991
Mistrzostwa Europy Strongman 1991 – doroczne, indywidualne
zawody europejskich siłaczy.
Data: 1991 r.

Miejsce:  Anglia

WYNIKI ZAWODÓW:
| Miejsce | Zawodnik                          | Kraj            | Punkty |
| ------- | --------------------------------- | --------------- | ------ |
| 1.      | Forbes Cowan ex aequo Gary Taylor | Szkocja / Walia | 37     |
| 3.      | Jamie Reeves                      | Anglia          | 32     |
| 4.      | Ted van der Parre                 | Holandia        | 31     |
| 5.      | Hjalti Arnason                    | Islandia        | 29     |
| 5.      | Henning Thorsen                   | Dania           | 29     |
| 7.      | Ilkka Kinnunen                    | Finlandia       | 11     |
| 8.      | Ilkka Nummisto                    | Finlandia       | 9      |